# ناساکا، چیبا
ناساکا، چیبا (به لاتین: Nosaka) یک منطقهٔ مسکونی در ژاپن است که در کانتو واقع شده‌است. ناساکا ۹٬۸۹۴ نفر جمعیت دارد.